# اضطراب حركة الأطراف الدورية
اضطراب حركة الأطراف الدورية (بالإنجليزية: Periodic limb movement disorder)‏ اختصارًا PLMD، وهو اضطراب النوم إذ يحرك المريض أطرافه بشكل لا إرادي ودوري أثناء فترة النوم وله أعراض ومشاكل متعلقة بالحركة.
يختلف اضطراب حركة الأطراف الدورية PLMD عن متلازمة تململ الساقين (RLS) فيجب التمييز بينهما. إذ تتميز متلازمة تململ الساقين من خلال الاستجابة الطوعية لرغبة قوية في تحريك الساقين بسبب الإحساس بعدم الراحة. بينما اضطراب حركة الأطراف الدورية PLMD غير إرادي وغالبًا ما يكون المريض غير مدرك لهذه الحركات تمامًا. يمكن أن تحدث حركات الأطراف الدورية أثناء النوم خلال فترة النهار (PLMS) ولكنها تعتبر من أعراض متلازمة تململ الساقين RLS، أما إذا حدثت حركات الأطراف الدورية أثناء النوم عندها يمكن أن يكون التشخيص اضطراب في حركة الأطراف الدورية PLMD.
تتميز اضطرابات حركة الأطراف الدورية بحدوث نوبات متواترة لحركة أطراف متكررة أثناء النوم ويحدث في الغالب في الأجزاء السفلية من الجسم مثل أصابع القدم والكاحلين والركبتين والوركين. ويمكن أن تظهر أيضًا في بعض الحالات في الأطراف العليا للجسم وقد تؤدي هذه الحركات إلى استيقاظ المريض وقد يكون انقطاع النوم هو المصدر لفرط النعاس أثناء النهار بسبب حدوث هذا الاضطراب.
يتميز الاضطراب (PLMD) بزيادة حركة الأطراف الدورية أثناء النوم (PLMS)؛ ففي علاقة واضحة للسبب والتأثير يجب التعايش مع اضطراب النوم أو أي اعتلال وظيفي آخر. تأتي هذه الحركات اللا إرادية عادةً في الأطراف السفلية (بما في ذلك أًصابع القدم والكاحلين والركبتين والورك)، رغم إمكانية ملاحظتها أيضًا في الأطراف العلوية فقد تبدو حركات النوم الدورية أحيانًا سمات شائعة لدى عدد كبير من الناس ويبقى التشخيص الواضح لصلة هذه الحركات سريريًا باضطراب حركات الأطراف الدورية PLMD يمثّل تحديًا للمجالات السريرية والعلمية.
وعلاوةً على ذلك، لا يُستخدم تشخيص الاضطراب في حركات الأطراف الدورية PLMD عند التشخيص الفعلي للإصابة بالتغفيق (الخدار/ النوم القهري) أو متلازمة تململ الساقين (RLS) أو تشخيص حدوث اضطراب نوم حركة العين السريعة السلوكي أو انقطاع النفس الانسدادي النومي غير المعالج (OSA) وذلك لأن الحركات غير الطبيعية لهذه الاضطرابات تكون متكررة.

## العلامات والأعراض
يعاني الأشخاص المصابون باضطراب حركة الأطراف الدورية PLMD من النعاس الشديد والنوم أثناء النهار ومشاكل في النوم وصعوبة في البقاء نائمين طوال الليل، وقد يُظهر المرضى أيضًا حركات أطراف غير طوعية وتحدث على فترات دورية  في كل 20 إلى 40 ثانية وفي أي مكان. وتستمر غالبًا خلال النصف الأول من الليل مع حدوث حركات عين غير سريعة خلال مراحل النوم، بينما لا تحدث مع حركات عين سريعة بسبب وَنى العضلات.
وقد تكون حركات الأطراف الدورية أُثناء النوم أحادية أو ثنائية الجانب وغير متناظرة أو متزامنة فعلًا وغالبًا ما تكون هذه الحركات PLMS أحد أعراض متلازمة تململ الساقين RLS ولكن وُجدت أدلة على وجود اختلافات بين هذين الاضطرابين في النوم. فقد كان ملحوظًا حركة عين سريعة متزايدة لدى مرضى متلازمة تململ الساقين ونوم أقل في المرحلة الأولى مقارنةً بمرضى اضطراب حركة الأطراف الدورية PLMD وكان مؤشر حركة الأطراف الدورية PLMI أعلى بكثير أيضًا عند المرضى الذين يعانون من اضطراب حركة الأطراف الدورية PLMD.

## المسببات
يكون السبب لمرض اضطراب حركة الأطراف الدورية PLMD غالبًا غير معروف ولكن في كثير من الحالات يعاني المريض من مشكلات طبية أخرى مثل مرض باركنسون ويعرف باسم الشلل الارتعاشي والتغفيق (الخدار/ النوم القهري). ويجب أن تؤخذ المواد الطبية بعين الاعتبار كالعديد من الأدوية النفسية (مثل مضادات الاكتئاب السيروتونينيّة المفعول والثلاثية الحلقات الفينلافاكسين والمرتازابين) والتي تزيد من خطر الإصابة باضطراب حركة الأطراف الدورية PLMD. إن وجود الأمراض العضلية الهيكلية والأمراض القلبية الوعائية وانقطاع النفس الانسدادي النومي ومرض الجُمدة عند النساء، إضافة إلى القيام بنشاطات جسدية قرب وقت النوم مع وجود اضطراب عقلي، يرتبط بشكل كبير بزيادة خطر الإصابة بكل من اضطراب حركة الأطراف الدورية ومتلازمة تململ الساقين.
يبدو أن حركة الأطراف الدورية في النوم تجد منشأ لها في الحبل الشوكي. وقد اقتُرح في الواقع ارتباط حركة الأطراف الدورية في النوم بزيادة المنعكسات النخاعية. وأن المظاهر المرافقة لحركة الأطراف الدورية في النوم يبدو أنها تحدث غالبًا في الاضطرابات المرتبطة بالخلل الدوباميني. وقد برزت فرضية مستويات فيرّيتين الدُنيا للبالغين لتشرح ارتباط زيادة شدة متلازمة تململ الساقين وزيادة حركة الأطراف الدورية في النوم بشكل كبير مع انخفاض مستويات الفيريتين. وتشير الدلائل البحثية إلى أن الحديد ربما يساهم في اضطراب حركة الأطراف الدورية وبالتالي يؤدي نقص الحديد إلى تثبيط الدوبامين الذي يكمن وراء حركات الأطراف الدورية في النوم.

## التشخيص
لا يُعرف غالبًا سبب النعاس المفرط أثناء النهار عند الأشخاص المصابين باضطراب حركة الأطراف الدورية. يُبلغ عن تحركات الأطراف من قبل الزوج أو شريك النوم ولا يمكن تشخيص اضطراب حركة الأطراف الدورية من خلال تخطيط النوم (PSG) أو اختبار النوم المتعدد وحده، فمن الضروري الحصول على سجل طبي كامل ومراعاة جميع المعلومات المتاحة.
يُعرف تخطيط النوم بأنه أسلوب تقييم يقدّم معلومات أكثر دقة عن جودة وكيفية النوم وهيكلته ومعالمه الفيزيولوجية (التنفس، معدل ضربات القلب، الحركات) وبالتالي يمكن أن يكون تشخيص اضطراب حركة الأطراف الدورية عادةً في إعدادات المختبر فقط. وبما أن الناس عادةً يتجاهلون سبب حالات الخلل التي تحدث لهم أثناء النهار، تُشخص حركات الأطراف الدورية أثناء النوم غالبًا عبر الفحص المخبري عوضًا عن الشكاوى السريرية.
يوصى باستخدام تخطيط النوم المسجل بالفيديو لتمييز حركات الأطراف الدورية عن حركات الساق الأخرى أثناء وقت النوم والتي ربما تكون مماثلة لحركات الأطراف الدورية أثناء النوم وذلك عندما يتعلق الأمر بالمدة والنمط. بينما تستند المقاييس المستنبطة من تخطيط النوم المخصصة لتشخيص اضطراب حركات الأطراف الدورية أساسًا إلى تخطيط كهربيّة العضل (EMG) الذي يقيس نشاط العضلات حيث توضع الأقطاب الكهربائية لتخطيط كهربية العضل عادةً على العضلة الظنبوبية الأمامية.
وقد أظهرت الدراسات الحديثة أنه يمكن الجمع بين عملية الأكتيغرافي actigraphy  وتخطيط النوم المتعدد كأداة لفحص وتشخيص اضطراب حركة الأطراف الدورية. (الأكتيغرافي/ تخطيط الحركة: هو مراقبة حركات الجسم باستخدام جهاز صغير يشبه الساعة عادة ما يُعلق على الرسغ أو القدم للبالغين، ويستخدم لتسجيل فترات النوم والاستيقاظ لمدة أسبوع على الأقل). تسمح أجهزة تخطيط الحركة باستخدام تسجيلات أكثر دقة وذلك يساعد على تقييم ما إذا كانت الحركات الفعلية تفي بمعايير تشخيص اضطراب حركة الأطراف الدورية. وأظهرت الدراسات الحديثة أن تسجيلات تخطيط الحركة تعكس معيار مؤشر حركة الأطراف الدورية PLMI بدقة.
الأمر الأكثر أهمية بالنسبة للتشخيص هو الفواصل الزمنية بين الحركة والأخرى وبين حركات الأطراف الدورية المتكررة أثناء النوم، إذ إن كل حركة لا بد أن تحدث خلال فترة من 4 إلى 90 ثانية من مؤشر حركة الأطراف الدورية والذي يتوافق مع عدد حركات الأطراف الدورية في الساعة ليكون معدل الحركات خلال ساعة أكثر من 15 حركة في الساعة عند البالغين وفوق 5 حركات على الأقل في الساعة عند الأطفال. ويتطلب تشخيص اضطراب حركة الأطراف الدورية وجود علاقة واضحة للسبب والتأثير بين حركات الأطراف الدورية أثناء النوم واضطراب النوم الملحوظ أو الخلل خلال النهار (ويجب أن يكون كل من الاضطراب والخلل ذا أهمية سريرية). ويجب استبعاد الأسباب الأخرى المتعلقة بالأرق وفرط النوم قبل تشخيص اضطراب حركة الأطراف الدورية (والأهم من ذلك، القلق وانقطاع النفس الانسدادي النومي والتغفيق) وإضافة إلى ذلك، لا يمكن تفسير الأعراض بشكل أفضل بأي ظروف أخرى.
وبالنسبة للتشخيص التفريقي فإنه من المهم التمييز بين اضطراب حركة الأطراف الدورية وحركات الساق الأخرى خلال النوم والتي تكون عالية التردد:
- نشاط حركة الساق المتناوبة (ALMA) وأحداث مشابهة جدًا، والتي يمكن أن تخلط مع حركة الأطراف الدورية أثناء النوم PLMS.
- أحداث ارتعاش القدم المنوم (HFT) وهي أيضًا أحداث مشابهة جدًا لحركة الأطراف الدورية أثناء النوم ويمكن تشخيصها بشكل خاطئ.
- أحداث الرَمع العضلي المجزّأ المفرط (EFM) وهذه الأحداث تكون أقصر من حركات الأطراف الدورية أثناء النوم.

## التصنيف
صُنّف اضطراب حركة الأطراف الدورية في الإصدار الثالث من التصنيف الدولي لاضطرابات النوم (ICSD-3) والذي يقدّم تصنيف أمراض اضطرابات النوم الحالية. وينقسم الإصدار الثالث من التصنيف ICSD-3 إلى سبعة أقسام ويصنف اضطراب حركة الأطراف الدورية في قسم اضطرابات الحركة المتعلقة بالنوم. وتوجد بعض التحديثات من الإصدار الثاني للتصنيف الدولي ICSD-2. التشخيص أكثر صرامة والشكوى البسيطة لا تكفي لذلك بل هو بحاجة لوجود خلل سريري كبير ويجب أن تكون اضطرابات النوم واضحة وناتجة عن حركات الأطراف الدورية أثناء النوم كما يجب شرح الأعراض وفقًا لحركة الأطراف الدورية خلال النوم فقط.

## العلاج
يمكن علاج اضطراب حركة الأطراف الدورية بفعالية من خلال المواد الدوبامينية مثل (براميبيكسول، روبينيرول، كابيرجولين، وروتيجوتين) وقد وُجد أن المرضى الذين يعانون من مستوى فيريتين منخفض يستجيبون جيدًا لمكملات الحديد الفموية. وقد ذُكرت تأثيرات ضارة لهذه المواد وتشمل حدوث متلازمة تململ الساق الناجمة عن الدواء، وأيضًا إثارات قشرية والتي تساهم في اضطراب النوم. لذلك يجب على المرضى البقاء على الأدوية المعالجة بهدف التسكين ولأنه لا يوجد علاج معروف لهذا الاضطراب.
يمكن أن تميل حركات الأطراف الدورية أثناء النوم إلى التفاقم بسبب مضادات الاكتئاب ثلاثية الحلقات ومثبطات استرداد السيروتونين الانتقائية SSRIs والإجهاد والحرمان من النوم ويُنصح أيضًا بعدم تناول الكافيين أو الكحول أو مضادات الاكتئاب لأن هذه المواد يمكن أن يجعل أعراض اضطراب حركة الأطراف الدورية أسوأ من قبل.
يمكن وصف أدوية أخرى تهدف إلى الحد أو التخلص من هزات الساق أو الإثارات ويفضل استخدام أدوية الدوبامين المشتقة من غير الإرغوت (الروبينيرول والبراميبكسول)، ويمكن أيضًا استخدام بعض المواد الدوبامينية الأخرى مثل: كو-كاريلدوبا أو كو-بينيلدوبا أو بيرغوليد أو ليسوريد. تقلل هذه الأدوية أو تقضي على كل من هزات الساق والإثارات وهي أيضًا ناجحة لعلاج متلازمة تململ الساقين.
في إحدى الدراسات كان الدواء كو-كاريلدوبا متفوقًا على دواء ديكستروبروبوكسيفين (دواء مسكن) في تقليل عدد ركلات الساق وعدد الإثارات في كل ساعة نوم. ورغم ذلك يمكن لدواء الكو-كاريلدوبا وبيروجوليد أن يعملا على تغيير دورية حركات الساق من الليل إلى النهار ولكن بدرجة أقل. وقد أثبت دواء كلونازيبام بجرعات 1 ملغ مساهمته في تحسن تدابير النوم الموضوعية والشخصانيّة.
قُدّمت فرضية لاستخدام المغنزيوم في تحسين اضطراب حركة الأطراف الدورية وذلك نتيجة لأدلة على التأثيرات العلاجية للمغنزيوم على مرضى مستوى المغنزيوم العادي والذين يعانون من الأرق ومتلازمة تململ الساقين. ولكن لم يُعثر بعد على دليل لوجود المغنزيوم في الآليات المرضية لاضطراب حركة الأطراف الدورية. ومع ذلك، لا تزال الأدلة التي تتعلق بفعالية العلاج الدوائي لاضطراب حركة الأطراف الدورية غير كافية وقد اعتُمد على تأثير الدواء الدوباميني على متلازمة تململ الساقين. لذلك، يُوصى بالمراقبة السريرية الدقيقة مع أي استخدام دوائي في اضطراب حركة الأطراف الدورية.

## الوبائيات
قُدّر حدوث اضطراب حركة الأطراف الدورية لدى حوالي 4% من البالغين (الذين تتراوح أعمارهم بين 15 و100 عام) ولكنه أكثر شيوعًا عند كبار السن وخاصةً الإناث، يعاني نحو 11%  من أعراض هذا الاضطراب. ويبدو أن اضطراب حركة الأطراف الدورية مرتبط بمتلازمة تململ الساقين. فقد وجدت دراسة شملت 133 شخصًا أن 88% من المصابين بمتلازمة تملل الساقين يعانون أيضًا من حركة الأطراف الدورية أثناء النوم. لكن العكس ليس صحيحًا فالعديد من الأشخاص الذين يعانون من حركة الأطراف الدورية أثناء النوم لا يعانون من متلازمة تململ الساقين.
ويعتبر اضطراب حركة الأطراف الدورية غير مألوف في مرحلة الطفولة. وبناءً على معايير البالغين وتخطيط النوم المتعدد فقد أظهرت الدراسات انتشار اضطراب حركة الأطراف الدورية المنعزل عند حوالي 1.2 إلى 1.5%  من الأطفال مع عدم وجود اعتلال مشترك آخر، وأشار دليل آخر إلى أن مؤشر حركة الأطراف الدورية لدى 5.6 إلى 7.7% من الأطفال المصابين كان 5 مرات في الساعة.